# Unpaḫaš-Napiriša
Unpaḫaš-Napiriša war ein elamitischer König der sogenannten Igiḫalkiden-Dynastie (ca. 1400–1210 v. Chr.). Er war der Sohn von Paḫir-Iššan. Er ist nur von einer Bauinschrift des Šilḫak-Inšušinak I. bekannt, die die Herrscher nennt, welche am Inšušinak Tempel in Susa gebaut haben.